# مسابقات دعوتی جهانی زنان
مسابقات دعوتی جهانی زنان (یا چونگوا کاپ) نام مسابقات دعوتی از تیم‌های فوتبال زنان در جهان بود که هر سه سال یکبار برگزار می‌شد. این مسابقات چهار مرتبه به میزبانی کشور تایپه و در شهر تایوان برگزار شد. این مسابقات پیش از ابداع مسابقات جام جهانی فوتبال زنان و مسابقات فوتبال زنان در المپیک یکی از معتبرترین رویدادهای فوتبال زنان به شمار می‌آمد. این رقابتها توسط فدراسیون فوتبال چین تایپه سازماندهی می‌شد. موفقیت و استقبال از این رقابتها باعث شد تا بر فدراسیون بین‌المللی فوتبال فیفا فشاری جهت سازماندهی ، یک رقابت جهانی فوتبال برای زنان و سازماندهی آن به وجود آید. باشگاه فوتبال برگیش گلادباخ از کشور آلمان غربی با داشتن دو عنوان قهرمانی موفق‌ترین تیم شرکت کننده در این مسابقات بوده است. آنها پس از پایان رقابتها ۱۹۸۷ با چو تای یینگ جهت مربی گری این تیم قرار داد بستند.

## نتایج
| سال  | قهرمان         | نایب قهرمان         | سوم           | چهارم             |
| ---- | -------------- | ------------------- | ------------- | ----------------- |
| ۱۹۷۸ | Reims FF / HJK | Reims FF / HJK      | تایوان        | Sting Soccer Club |
| ۱۹۸۱ | برگیش گلادباخ  | نیوزیلند            | تایوان        | IL i BUL          |
| ۱۹۸۴ | برگیش گلادباخ  | تایوان A            | تایوان B      | نیوزیلند          |
| ۱۹۸۷ | تایوان         | ایالات متحده آمریکا | برگیش گلادباخ | نیوزیلند          |